# Bioerosió

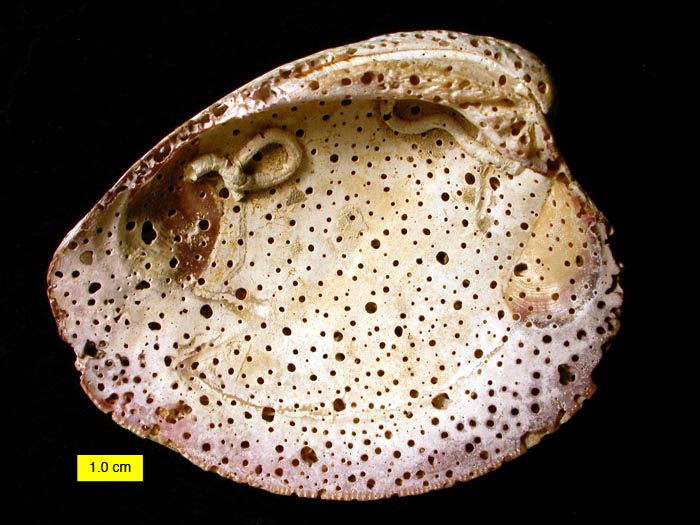
Perforacions d'esponges (Entobia) i incrustacions en una petxina bivalva moderna, Carolina del Nord

La bioerosió descriu la descomposició dels substrats oceànics durs -i menys sovint els terrestres- per organismes vius. La bioerosió marina pot ser causada per mol·luscs, poliquets, foronidis, esponges, crustacis, eriçons de mar i peixos; pot ocórrer a les costes, als esculls de corall i als vaixells; els seus mecanismes inclouen la perforació, la perforació biòtica, i el raspat. En terra ferma, la bioerosió la solen efectuar les plantes pioneres o organismes semblants a les plantes, com el liquen, i en la major part és de caràcter químic (per exemple, per secrecions àcides en la pedra calcària) o mecànic (per exemple, per les arrels que creixen a les escletxes) en la natura.
La bioerosió dels esculls de corall genera l'arena de corall fina i blanca, característica de les illes tropicals. El corall es converteix en arena pels bioerosionadors interns com algues, fongs, bacteris i esponges (cliònids), bivalves (incloent-hi Lithophaga), sipuncúlids, poliquets, percebes acrotoràcics i foronidis, que generen un sediment extremament fi amb diàmetres de 10 a 100 micròmetres. Entre els bioerosionadors externs hi ha els eriçons de mar (com Diadema) i els poliplacòfors. Aquestes forces en conjunt produeixen una gran erosió. Per exemple, l'erosió del carbonat càlcic per part dels eriçons de mar en alguns esculls en taxes anuals superen els 20 kg/m2.
Els peixos també erosionen el corall en menjar algues. Els escàrids causen una gran quantitat de bioerosió usant els músculs de la mandíbula ben desenvolupats, l'armadura de les dents i un molí faringi per moldre el material ingerit en partícules de la grandària de l'arena. La bioerosió de l'aragonita d'escull de corall per part dels escàrids pot oscil·lar entre 1017,7±186,3 kg/any (0,41±0,07 m3/any)(Bellwood, 1995).
La bioerosió també és molt coneguda en el registre fòssil de petxines i sòls durs (Bromley, 1970), amb rastres d'aquesta activitat que es remunten fins a ben entrat el precambrià (Taylor & Wilson, 2003). La macrobioerosió, que produeix perforacions visibles a ull nu, mostra dues radiacions adaptatives distintes. Una se'n produí en l'ordovicià mitjà (la revolució de la bioerosió de l'ordovicià; vegeu Wilson & Palmer, 2006) i l'altra en el Juràssic (vegeu Taylor & Wilson, 2003; Bromley, 2004; Wilson, 2007). La microbioerosió també té un llarg registre fòssil i les seues pròpies radiacions (vegeu Glaub & Vogel, 2004; Glaub et al., 2007).

## Altra bibliografia
- Vinn, O. «Occurrence of giant borings of Osprioneides kampto in the lower Silurian (Sheinwoodian) stromatoporoids of Saaremaa, Estonia». Ichnos, 17, 2010, pàg. 166–171. DOI: 10.1080/10420940.2010.502478 [Consulta: 10 juny 2014].
- Vinn, O. «Early large borings from a hardground of Floian-Dapingian age (Early and Middle Ordovician) in northeastern Estonia (Baltica)». Carnets de Géologie, 2010, 2010, pàg. CG2010_L04. Arxivat de l'original el 2020-01-17. DOI: 10.4267/2042/35594 [Consulta: 10 juny 2014]. Arxivat 2020-01-17 a Wayback Machine.
- Vinn, O.; Toom, U. «Bioerosion of Inorganic Hard Substrates in the Ordovician of Estonia (Baltica)». PLOS ONE, 10, 7, 2015, pàg. e0134279. Bibcode: 2015PLoSO..1034279V. DOI: 10.1371/journal.pone.0134279. PMC: 4517899. PMID: 26218582 [Consulta: 21 setembre 2015].